# Ungerns parlament
Ungerns parlament (ungerska: Országgyűlés) innehar den lagstiftande makten i republiken Ungern. Parlamentet består av en kammare (unikameralism) med 199 ledamöter som är valda på en fyraårsperiod. Parlamentet utser både landets president och premiärminister. Parlamentet är uppdelat i permanenta utskott, två särskilda utskott samt tillfälliga utskott. Antalet utskott avgörs i början av varje mandatperiod.

## Parlamentets arbetssätt

### Konstituerande möte
Senast en månad efter att allmänna val har hållit kallar Ungerns president det nyvalda parlamentet till konstituerande möte. Mötet utgör slutet på den föregående mandatperioden, och början på den nya. Från och med parlamentets konstituerande möte utgör regeringen övergångsregering.
Vid det konstituerande mötet granskas valresultatet, ledamöterna svärs in och parlamentets funktionärer väljs. Presidenten avger också sitt förslag till premiärminister, och parlamentet kan börja inrätta stående kommittéer.

### Mandatperioden
Mandatperioden löper på fyra år. Presidenten kan upplösa parlamentet i förtid om det misslyckas med att utse en regering, eller att anta statsbudgeten senast den 31 mars varje år. Parlamentet kan också själv besluta att upplösas i förtid.

### Valsätt
Sedan 2014 består parlamentet av 199 ledamöter, varav 106 väljs i enmansvalkretsar och 93 genom proportionella val med nationella valsedlar. En nationell valsedel kan bestå av antingen ett partis eller en nationell minoritets kandidater. För att erhålla listmandat krävs minst 5 % av rösterna i valet, 10 % om två partier gått samman, och 15 % av rösterna om tre eller flera partier gått samman.

### Minoritetsrepresentation
Ungerns 13 minoritetsnationer företräds av självstyrande råd, som kan utse egna kandidater i valet. I de fall en minoritetsgrupp inte lyckas få någon av sina kandidater vald, utses i stället en minoritetsföreträdare. Minoritetsföreträdarna röstar inte i parlamentet, men har rätt att yttra sig i kammaren i vissa ärenden och ingår i en av de två särskilda kommittéerna, Nationaliteternas kommitté, som yttrar sig över lagförslag som berör minoritetsnationerna.
Utöver att yttra sig i kammaren och delta i debatter kan minoritetsföreträdarna ge förslag till beslut som berör deras intressen och rättigheter som minoriteter, de kan rikta interpellationer till regeringen, regeringens medlemmar, parlamentets kommissarie för grundläggande rättigheter, ordförande för riksrevisionen samt riksåklagaren, samt begära att få delta med rådgivande status i parlamentskommittéernas arbete.

### Utskott

#### Ständiga kommittéer[6]
- Europeiska frågor
- Hållbar utveckling
- Ekonomi
- Försvars- och polisfrågor
- Rättsfrågor
- Budget
- Kultur
- Utrikespolitik
- Immunitet
- Jordbruk
- Nationell säkerhet
- Nationell sammanhållning
- Social välfärd
- Näringslivsutveckling

#### Särskilda kommittéer
- Kommittén för lagstiftning
- Nationaliteternas kommitté

## Parlamentets sammansättning

### 2022
I valet den 3 april 2022 vann regeringskoalitionen Fidesz–KDNP. Fidesz ökade procentuellt sett med 4 %, men ökade ej sina mandat. KDNP ökade ett mandat. Tillsammans med LdU hade regeringsblocket ökat till 135 mandat.

### 2018
I valet den 8 april 2018 vann Fidesz egen majoritet i parlamentet med 116 ledamöter. Eftersom partiet gått till val i en allians tillsammans med det kristdemokratiska KDNP (17 mandat) och dessutom har stöd av det tyska minoritetspartiet LdU (1 mandat) har regeringsblocket totalt 134 av 199 ledamöter, vilket utgör 2/3 av ledamöterna.

### Fyllnadsval 2015

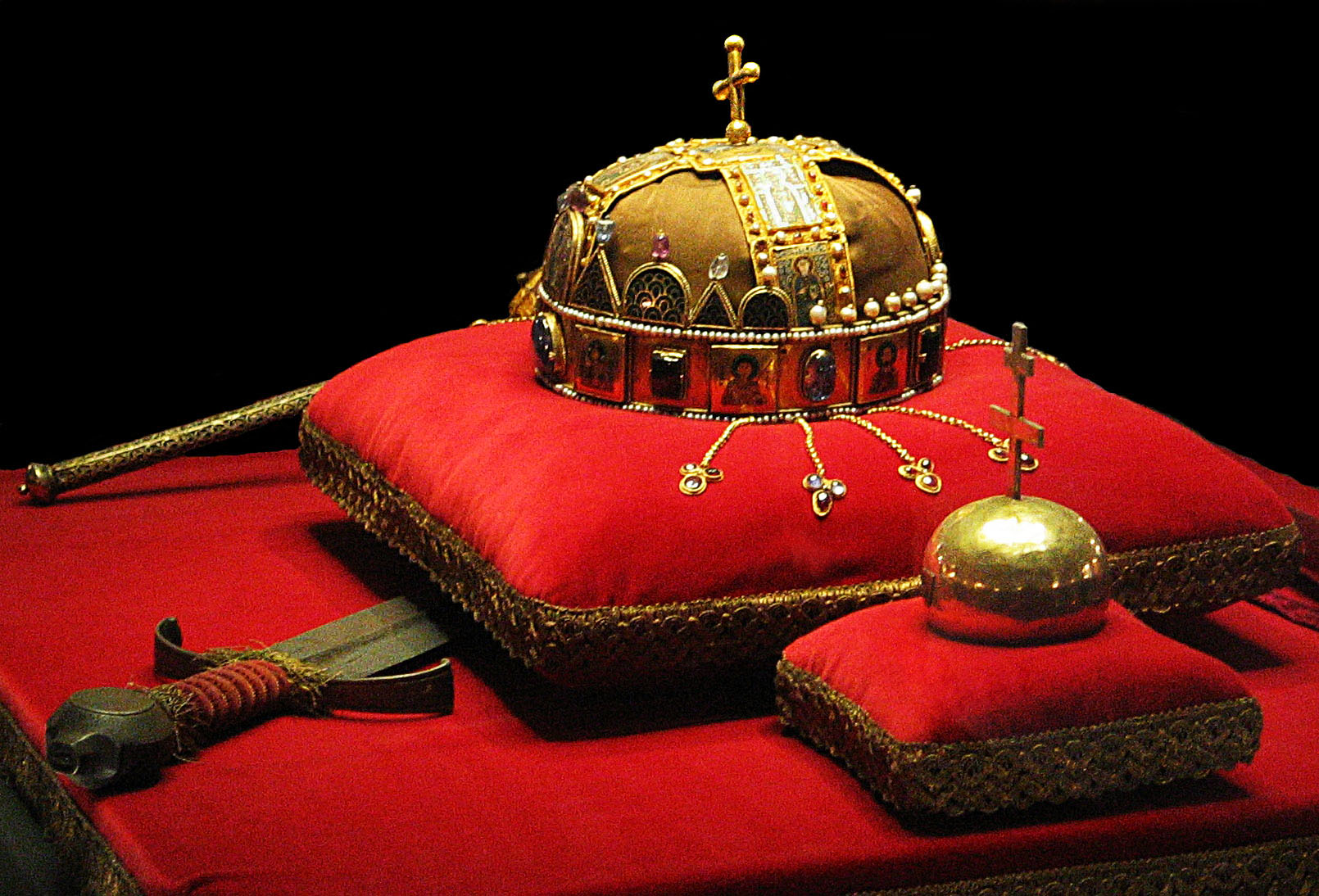
Ungerns riksregalier visas i parlamentets centralhall. Här syns Sankt Stefanskronan, rikssvärd, spira och riksäpple.

Då två av Fidesz parlamentsledamöter lämnat sina platser under början av 2015 hölls i februari och april två olika fyllnadsval i dessas valkretsar. I båda fallen förlorade Fidesz sitt mandat. I första fallet vann en oberoende kandidat, i det andra en Jobbik-kandidat. Resultatet blev att Fidesz förlorade sin absoluta majoritet.

### 2014
Vid valet 2014 infördes ett nytt, tvådelat valsystem, samtidigt som antalet platser i parlamentet reducerades från 386 till 199. Totalt väljs 106 ledamöter i enmansvalkretsar, där den som får flest antal röster i kretsen vinner mandatet. Därtill tillsätts 93 ledamöter genom proportionella val på nationella partilistor. För att ta del av dessa mandat krävs dock minst 5 % av rösterna, och mer om partiet ingått valteknisk samverkan med andra partier.
Valet 2014 innebar att koalitionen Fidesz–KDNP kunde behålla sin kvalificerade majoritet, om än knappt. De vann 133 av parlamentets 199 platser, trots att de denna gång endast fick 45% av rösterna. MSZP blev åter andra största parti, Jobbik det tredje och LMP det fjärde. I valet 2014 ingick socialistpartiet MSZP i valkoalitionen Összefogás (ungefär sammanfogning) tillsammans med fyra småpartier, vilka därför också lyckades ta sig in med några få mandat var. Totalt kom parlamentet därför att bestå av hela nio partier.

### 2010
Efter parlamentsvalet 2010 erhöll koalitionen Fidesz–KDNP över 50% av rösterna. Detta resulterade dock i kvalificerad majoritet, med 68% av platserna i parlamentet, vilket innebar att regeringen på eget bevåg kunde ändra i grundlagen. MSZP blev andra största parti och högernationalistiska Rörelsen för ett bättre Ungern (Jobbik) tredje största. Ungerns gröna parti, som även räknar sig som liberalt, Politik kan vara annorlunda (LMP) blev fjärde största parti, medan liberala SZDSZ blev helt utan platser.

### 2006
I parlamentsvalet 2006 blev Ungerns socialistiska parti (MSZP) största parti och kunde bilda regering tillsammans med det liberala partiet Fria demokraternas allians (SZDSZ). Ytterligare tre partier tog sig över femprocentsspärren, det konservativa Fidesz, det kristdemokratiska partiet KDNP och det konservativa/kristdemokratiska partiet Ungerskt demokratiskt forum. Dessutom tog sig en oberoende kandidat in efter att ha vunnit en enmansvalkrets.

## Parlamentsbyggnaden

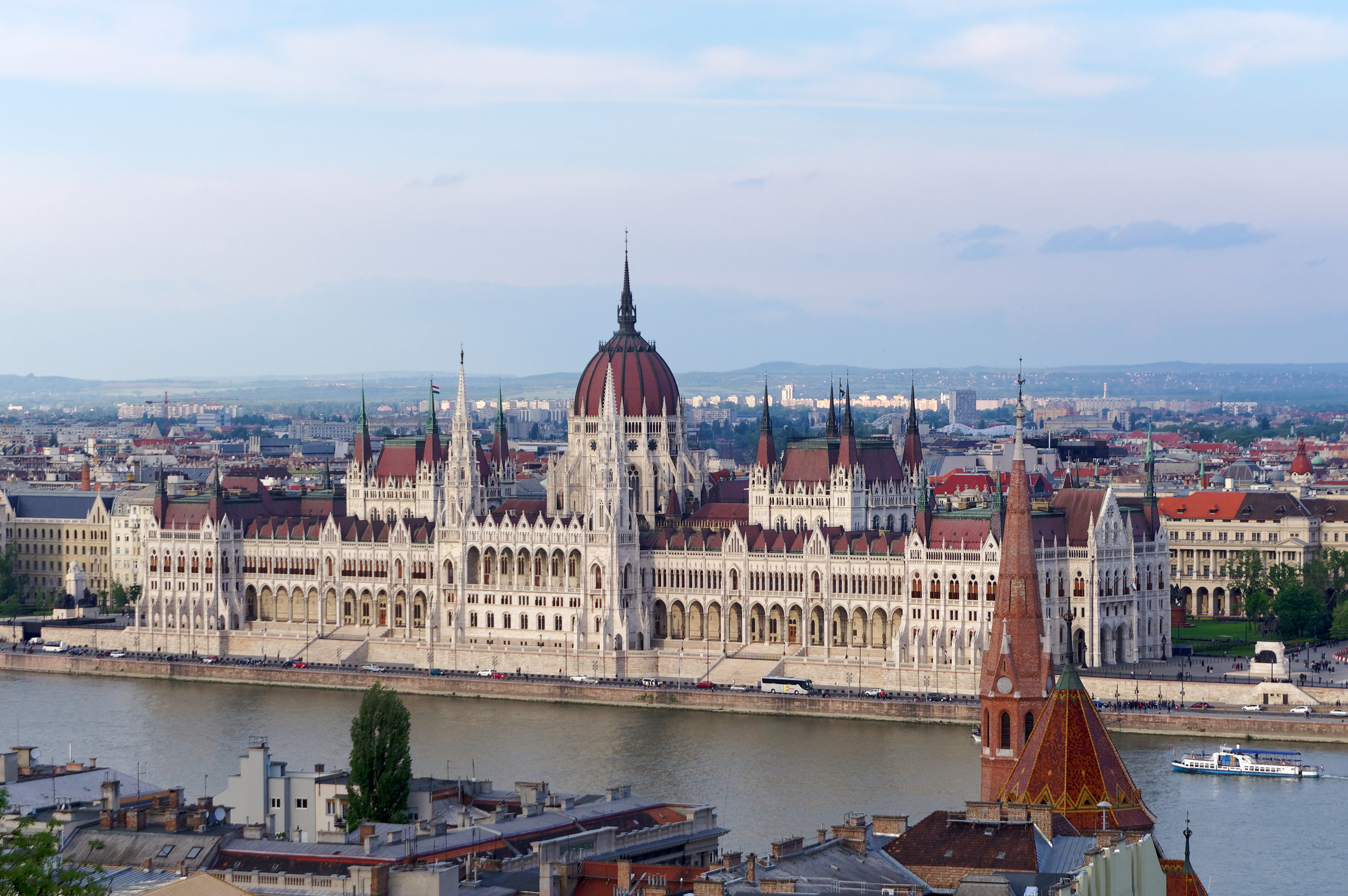
Parlamentsbyggnaden vid Donau.

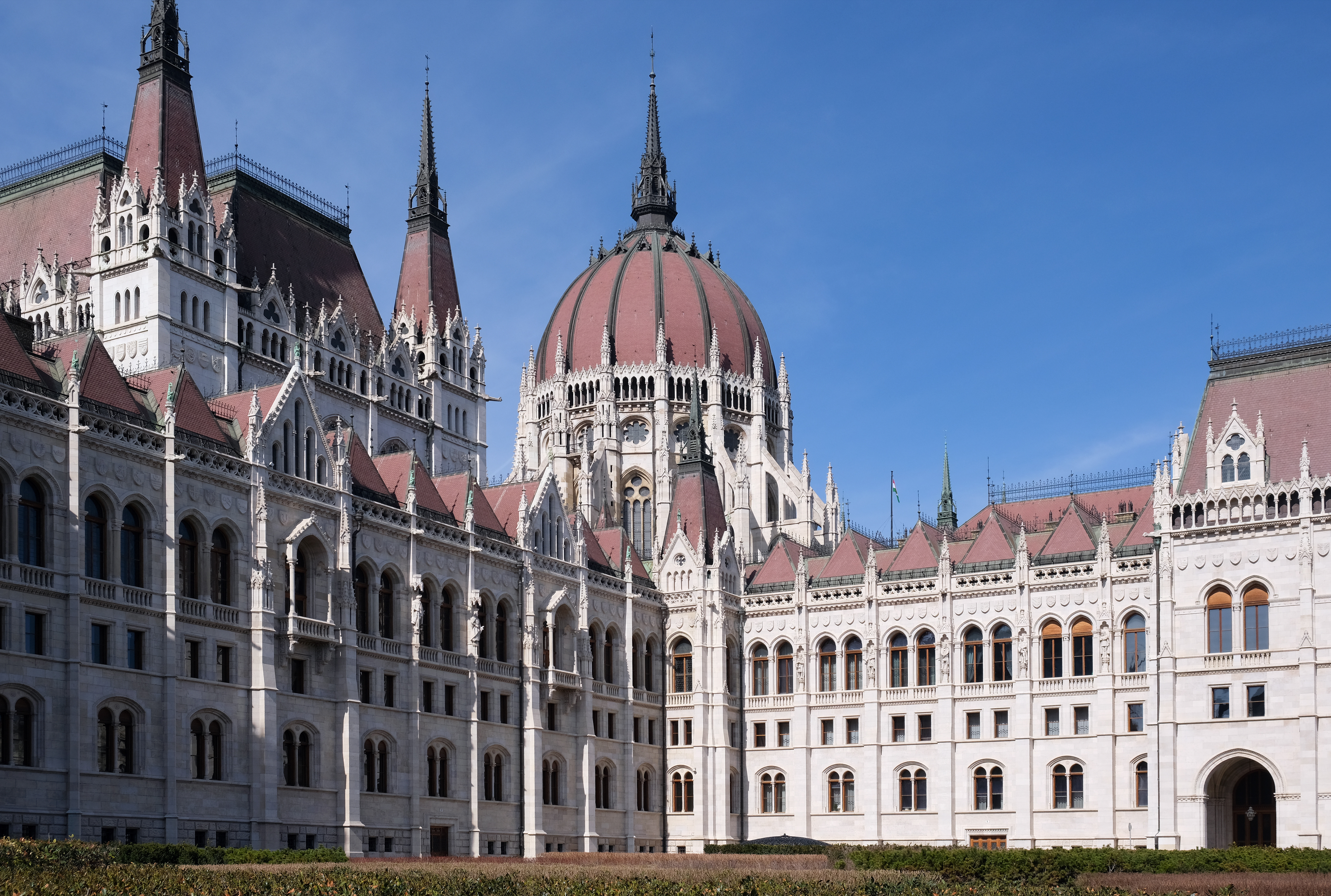
Ett av parlamentsbyggnadens flyglar.

Ungerns parlamentsbyggnad (Országház) är belägen i Budapest vid Donaus strand. Den är en turistattraktion och ett landmärke i Budapest, likaså största byggnaden i Ungern och näst största parlamentsbyggnaden i Europa. Stilen är nygotisk och arkitekt är Imre Steindl. Byggnaden invigdes 1896 vid Ungerns 1000-årsfirande, var färdigställd 1904 och blev parlamentsbyggnad 1902. I närheten ligger metrostation Kossuth Lajos ter på linje M2. I parlamentets centralhall visas Ungerns rikregalier, Sankt Stefanskronan, rikssvärd, spira och riksäpple.

## Referenser

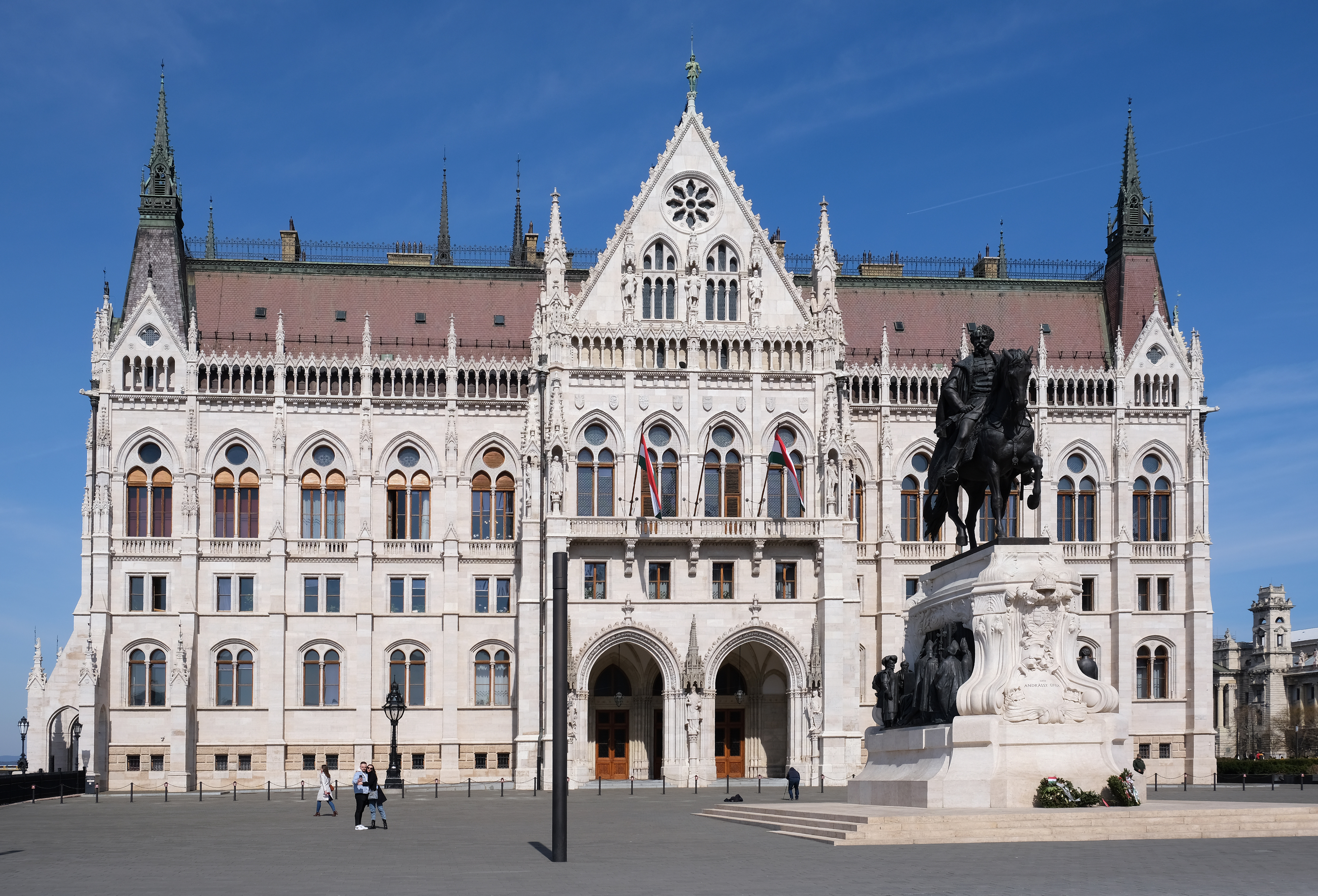
Parlamentsbyggnadens ingång från torget.